# Галушкин, Борис Лаврентьевич
Бори́с Лавре́нтьевич Галу́шкин (12 августа 1919, Александровск-Грушевский, Юг России — 15 июня 1944, Борисовский район, Минская область) — участник Великой Отечественной войны, командир специального отряда НКГБ СССР «Помощь» партизанской группы «Артур». Герой Советского Союза (5.11.1944, посмертно), лейтенант.

## Биография
Родился в 1919 году в городе Александровск-Грушевский (ныне город Шахты) в семье рабочего. По национальности русский.
В Шахтах рос и пошёл в школу (ныне это лицей № 26 города Шахты). Затем в юном возрасте переехал в город Грозный, где учился в школе № 9. В 1934 году вступил в ВЛКСМ, а через год был избран секретарём комсомольской организации школы.
Увлекался боксом. По окончании школы продолжил учёбу в школе тренеров при Московском институте физкультуры и спорта, затем — был принят сразу на 3-й курс Института. Тренировался у Константина Градополова.
В июле 1941 года с четвёртого курса института Борис Галушкин ушёл добровольцем в Красную Армию и отправлен на фронт осенью того же года. Практически перед самой отправкой на фронт он разыскал девушку, с которой вместе учился, и сделал ей предложение. Они расписались и успели прожить в законном браке всего два дня. Людмила Анатольевна Галушкина (21.07.1919 — 9.11.2018) всю жизнь прожила в Ярославле. До 1983 г. преподавала на факультете физического воспитания Ярославского государственного педагогического института имени К. Д. Ушинского.
Воевал на Ленинградском фронте, где во время одного из заданий двое суток просидел по горло в воде, в результате чего заболел туберкулёзом. Попал в госпиталь, откуда его отказались выписывать, после чего тайно бежал из госпиталя на фронт.
В 1942 году, будучи бойцом ОМСБОН, выполнял специальные задания в тылу врага на территориях Минской и Витебской областей. В 1943 году вступил в члены ВКП(б). В мае 1943 года назначен командиром специального отряда НКГБ СССР «Помощь», который, в свою очередь, входил в группу «Артур». Отряд Галушкина смог пустить под откос двадцать четыре эшелона противника, уничтожить и повредить двадцать три паровоза, десятки автомашин, танков и тракторов, взорвать шесть складов с боеприпасами и фуражом, вывести из строя бумажную фабрику в городе Борисове Минской области, электростанцию, лесо- и льнозавод.
Погиб 15 июня 1944 года во время выхода из окружения в составе штурмовой группы, которой командовал, в районе озера Палик Борисовского района Минской области.
Указом Президиума Верховного Совета СССР «О присвоении звания Героя Советского Союза работникам Народного комиссариата государственной безопасности СССР» от 5 ноября 1944 года:
«За образцовое выполнение специальных заданий в тылу противника и проявленные при этом отвагу и геройство» лейтенанту Галушкину Борису Лаврентьевичу посмертно присвоено звание Героя Советского Союза.

## Награды
- Медаль «Золотая Звезда» Героя Советского Союза.
- Орден Ленина.
- Орден Красного Знамени.
- Медаль.

## Память

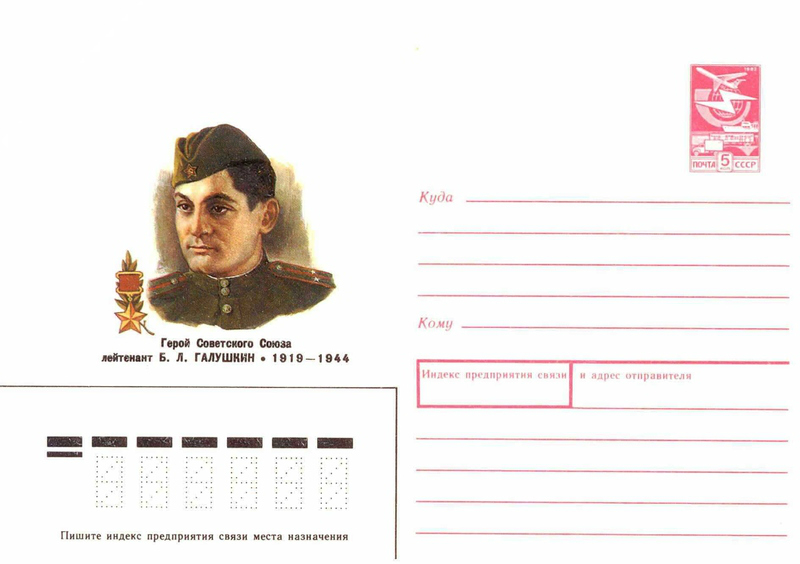

- Похоронен в братской могиле у деревни Маковье Борисовского района Минской области Белоруссии (захоронение № 83) в числе восьмидесяти девяти военнослужащих и партизан.
- В 1959 году над братской могилой установлен памятник-скульптура «Партизан-освободитель» высотой 3,3 метра.
- В честь Б. Л. Галушкина названа улица в Москве в Алексеевском районе[6] и в Грозном[8].
- На здании Российского государственного университета физической культуры, спорта и туризма в Москве установлена мемориальная доска.
- В Москве проводятся ежегодные соревнования по боксу среди юношей, а также легкоатлетический кросс в День Победы, посвященные памяти Б. Л. Галушкина.
- Имя Галушкина носит МБОУ «Лицей № 26» города Шахты, которое было присвоено лицею 27 апреля 1988 года решением исполкома Артёмовского райсовета[4].
- Мемориальная доска в память о Галушкине установлена на здании лицея № 26 города Шахты, где он учился.
- В 1988 году выпущен художественный маркированный конверт с изображением Б. Л. Галушкина.